# Иза брда
Иза брда (рус. După dealuri) румунски је драмски филм из 2012. године, у режији Кристијана Мунђуа, у којм главне улоге тумаче Кристина Флутур и Козмина Стратан. Филм прати две младе жене у православном самостану у Румунији.
Филм је премијерно приказан на Канском филмском фестивалу 2012. године, где је Мунђу освојио награду за најбољи сценарио, а Флутур и Стратан поделиле су награду за најбољу глумицу. Изабран је као румунски кандидат за Оскар за најбољи филм на страном језику на 85. додели Оскара, а у јануару је ушао у ужи избор. 

## Радња
Две младе Румунке без родитеља, Воикица и Алина, посећују румунски православни самостан током коризме, где Воикица говори Алини да се у склопу олтара налази икона која испуњава жеље. Алина је радила у Немачкој, и две девојчице претходно су делиле собу у дечјем дому и биле су у физичкој вези. Манастир предводи 30-годишњи свештеник који лоше говори о паду вере у западној Европи, наводећи као пример истополни брак и забрањује улазак било кога изван православне вере. Распитује се о Алини код Воикице, која му каже да Алина нередовно похађа цркву и не иде на исповест. Они заједно наговарају Алину да започне исповест. Алина се нада да ће спавати с Воикицом, али Воикица јој говори да морају бити опрезне с обзиром да је коризма. 
Нешто касније након што је Алина напустила самостан, Воикица је проналази, и говори јој да је постала часна сестра, да је одлучила да буде с Богом како никад не би била сама, и да се њена љубав према Алини променила. Враћају се у самостан, али Алина тражи Воикици да заједно побегну. Након што Воикица то одбије, Алина покушава да скочи у бунар, али су је сестре спречиле и одвеле у болницу. Тамо је лекари обуздавају како би је спречили да се самоповређује, након чега је враћају у самостан како би се лакше опоравила. Тамо јој сестре читају о греху. Алина започиње црни пост, али када свештеник сазна за то док Алина није за столом, види да Алина покушава да уђе до олтара и пожели жељу на икони. Свештеник признаје да икона постоји, али каже да је улазак у олтар тежак грех и говори монахињама да је Ђаво у Алини и манастиру. 
Алина остаје везана за даску ланцима и пешкиром. Сестре сведоче погоршању њеног стања и враћају је у болницу. Особље болнице открива да је Алина мртва по доласку и посматра ране на зглобовима и чланцима. Особље каже сестрама да ово представља убиство и прети да ће позвати полицију и медије. Један официр истражује манастир. Видевши даску за коју је Алина била везана, официр то тумачи као крст. Официр такође каже да је присилно уздржавање које води до смрти убиство. Свештеник негира злочиначку намеру, рекавши да су ограничења ради спречавања самоповреде и позива се на аналогију родитељског права да примора децу да узимају лекове, иако официр одговара да Алина није дете, као и да свештеник није био њен старатељ. Монахиње такође наводе Алинину снагу као мистериозну, али Воикица каже да је Алина учила борилачке вештине. Полиција одводи свештеника и сестре које су везале Алину, а Воикица одлучује да пође с њима. 

## Улоге
| Глумац            | Улога            |
| ----------------- | ---------------- |
| Козмина Стратан   | Воикица          |
| Кристина Флутур   | Алина            |
| Валерију Андриуца | Свештеник        |
| Дана Тапалага     | Мајка            |
| Каталина Харабађу | Антонија         |
| Ђина Цандура      | Сестра Јустинија |
| Вика Агаке        | Сестра Елизабета |
| Нора Ковали       | Сестра Пахомија  |

## Продукција
Сценарио је настао инспирисан двама романима списатељице Татјане Никулеску Бран, у којима је приказана смрт младог члана манастира у Молдавији, након што је над њиме извршен Танаку егзорцизам 2005. године. Мунђу је пожелео да сними филм након што је у Њујорку погледао позоришну верзију, док је промовисао ”4 месеца, 3 недеље и 2 дана”.
Филм је продуцирала редитељска компанија Мобра Филмс. Подршку за снимање пружиле су Белгија и Француска, као и Национални центар за филм у Румунији и Еуроимаџес. Снимање је трајало од новембра 2011. до фебруара 2012. године. 

## Премијерно приказивање
Филм је премијерно приказан у главној конкуренцији на Филмском фестивалу у Кану 2012. године, где је приказан 19. маја. Мунђу је у Кану добио награду за најбољи сценарио, док су Кристина Флутур и Козмина Стратан поделиле награду за најбољу глумицу. Филм је освојио и награду за најбољи филм на Међународном филмском фестивалу Мар дел Плата 2012. године.

### Одговор критике
Ден Фаинару из магазина Скрин Дејли (енг. Screen Daily) написао је из Кана: "Слободан, једноставан и упадљиво снимљен, филм Кристијана Мунђуа необичан је приказ румунског случаја егзорцизма и створен да раздвоји и публику и критичка мишљења, с тим да неки сматрају да је то велико достигнуће, а други га криве за претерани претенциозни сензационализам. Али сигурно неће проћи незапажено.”
Филмски магазин Сајт енд Саунд (енг. Sight & Sound) уврстио је филм као осми на својој листи најбољих филмова из 2012. године. 